# Ngòi Hi
Ngòi Hi là một con sông đổ ra Ngòi Sảo. Ngòi Hi chảy qua các tỉnh Hà Giang, Tuyên Quang.
Sông có chiều dài 20 km và diện tích lưu vực là 67 km² .